# 椆琼楠
椆琼楠（学名：Beilschmiedia roxburghiana）为樟科琼楠属下的一个种。

## 扩展阅读
- 維基物種上的相關：椆琼楠